# Thymoites simla
Thymoites simla es una especie de araña araneomorfa del género Thymoites, familia Theridiidae. Fue descrita científicamente por Levi en 1959.
Habita en Trinidad y Tobago.